# Niezwojowice
Niezwojowice – wieś w Polsce położona w województwie małopolskim, w powiecie proszowickim, w gminie Pałecznica.
| SIMC    | Nazwa | Rodzaj    |
| ------- | ----- | --------- |
| 0259608 | Korea | część wsi |

W latach 1975–1998 miejscowość administracyjnie należała do województwa kieleckiego.